# 1ª Divisão 2009-2010 (hockey su pista)
La 1ª Divisão 2009-2010 è stata la 70ª edizione del torneo di primo livello del campionato portoghese di hockey su pista; disputato tra il 9 ottobre 2009 e il 5 giugno 2010 si è concluso con la vittoria del Porto, al suo diciannovesimo titolo.

## Stagione

### Formula
La 1ª Divisão 2010-2011 vide ai nastri di partenza quattordici club; la manifestazione fu organizzata con un girone all'italiana, con gare di andata e ritorno per un totale di 26 giornate: erano assegnati tre punti per l'incontro vinto e due punti a testa per l'incontro pareggiato, mentre non ne era attribuito uno solo per la sconfitta. Al termine del campionato la squadra prima classificata venne proclamata campione del Portogallo. Le squadre classificate dal dodicesimo al quattordicesimo posto retrocedettero direttamente in 2ª Divisão, il secondo livello del campionato.

## Classifica finale
|       | Pos. | Squadra         | Pt | G  | V  | N | P  | GF  | GS  | DR  |
| ----- | ---- | --------------- | -- | -- | -- | - | -- | --- | --- | --- |
|       | 1.   | Porto           | 68 | 26 | 22 | 2 | 2  | 164 | 73  | +91 |
| [ 1 ] | 2.   | Juventude Viana | 54 | 26 | 17 | 3 | 6  | 137 | 94  | +43 |
| [ 2 ] | 3.   | Oliveirense     | 51 | 26 | 17 | 0 | 9  | 132 | 99  | +33 |
|       | 4.   | Candelária      | 49 | 26 | 15 | 4 | 7  | 110 | 70  | +40 |
|       | 5.   | Benfica         | 44 | 26 | 13 | 5 | 8  | 89  | 74  | +15 |
|       | 6.   | Fisica          | 42 | 26 | 13 | 3 | 10 | 88  | 75  | +13 |
| [ 3 ] | 7.   | Valongo         | 37 | 26 | 10 | 7 | 9  | 99  | 115 | -16 |
| [ 3 ] | 8.   | Espinho         | 31 | 26 | 8  | 7 | 11 | 89  | 94  | -5  |
|       | 9.   | Braga           | 30 | 26 | 9  | 3 | 14 | 101 | 123 | -22 |
|       | 10.  | Barcelos        | 30 | 26 | 9  | 3 | 14 | 82  | 105 | -23 |
|       | 11.  | Gulpilhares     | 26 | 26 | 7  | 5 | 14 | 86  | 117 | -31 |
|       | 12.  | Portosantese    | 22 | 26 | 6  | 4 | 16 | 77  | 114 | -37 |
|       | 13.  | Oeiras          | 20 | 26 | 6  | 2 | 18 | 66  | 117 | -51 |
|       | 14.  | Paço de Arcos   | 16 | 26 | 4  | 4 | 18 | 89  | 139 | -50 |

Legenda:
  Vincitore della Coppa del Portogallo 2009-2010.
      Campione del Portogallo e ammessa all'Eurolega 2010-2011.
      Ammesse all'Eurolega 2010-2011.
      Ammesse alla Coppa CERS 2010-2011.
      Retrocesse in 2ª Divisão 2010-2011.
Note:
Tre punti a vittoria, uno a pareggio, zero a sconfitta.